# San Francisco de Yuruaní
San Francisco de Yuruaní o Kumarakapay es una localidad de Venezuela, en el municipio Gran Sabana del Estado Bolívar. Atravesada por la autopista 10, constituye un punto de salida de excursionismo que lleva al monte Roraima ubicado al este.